# John Davis (explorateur anglais)
Pour les articles homonymes, voir John Davis et Davis.
John Davis, né vers 1550 à Sandridge près de Dartmouth, mort le 27 décembre 1605 à Bintan, est un navigateur et explorateur anglais.

## Biographie
Fils d'un propriétaire foncier, ami des frères Gilbert et de Walter Raleigh, il fait des études scientifiques et de navigation.  
Persuadé de l’existence d'un passage du Nord-Ouest, il obtient le soutien financier du milieu des marchands du Devon, en particulier d'Adrian Gilbert, et le soutien officiel de Francis Walsingham pour organiser une expédition. 
Le 7 juin 1585, il part ainsi de Dartmouth pour son premier voyage. Il commande alors le Sunshine et le Moonlight, atteint le Groenland, franchit le détroit qui portera plus tard son nom, découvre l'île de Cumberland et arrive dans le sud-est de la Terre de Baffin. Il revient ensuite en Angleterre le 30 septembre 1585. 
En 1586, le 7 mai, il dirige deux nouveaux navires, le Mermayde et le North Starre, atteint 67° de latitude nord avant de rebrousser chemin. 
Il repart le 19 mai 1587 avec trois navires, atteint 72° 12′ de latitude, explore la Terre de Baffin et l'ouverture du détroit d'Hudson et passe à Terre-Neuve. Il fait alors de nombreux relevés cartographiques et établit les premières observations sur les esquimaux. Le journal de voyage de cette expédition sera un modèle des voyages suivants et les cartes furent incluses dans les planisphères et globes contemporains tels ceux de Wright et de Molyneux. 
Davis se joint ensuite au second tour du monde de Thomas Cavendish obtenant une autorisation d'autonomie totale après le passage du détroit de Magellan. Il passe par les îles Falkland (août 1592), et revient en Angleterre avec peu de résultats. 
De 1598 à 1600, il sert comme pilote de la deuxième expédition hollandaises aux Indes pour la Compagnie anglaise des Indes orientales puis pilote en chef de l'East India Company. Il participe en 1604 à l'expédition de Sir Edward Michelborne et cartographie la côte de Sumatra. 
Alors qu'il inspecte un navire pirate japonais, il est tué à bord le 27 décembre 1605 près de Patani, sur la Côte de Malacca. 
On lui doit en outre le cadran de navigation quartier de Davis et les Seaman's secrets, célèbre manuel de navigation.

## Œuvres
- Thes Worldes hydrographical discription, 1595
- La relation de ses voyages, écrite par lui-même, se trouve dans le t. III du recueil de Richard Hakluyt, celle de ses voyages aux Indes, dans les tomes I et III de Samuel Purchas.